# Los Barriales
Los Barriales är en ort i Mexiko.   Den ligger i kommunen Zacualpan och delstaten Mexiko, i den södra delen av landet, 110 km sydväst om huvudstaden Mexico City. Los Barriales ligger 1 881 meter över havet och antalet invånare är 128.
Terrängen runt Los Barriales är huvudsakligen kuperad, men den allra närmaste omgivningen är bergig. Terrängen runt Los Barriales sluttar västerut. Runt Los Barriales är det ganska tätbefolkat, med 54 invånare per kvadratkilometer. Närmaste större samhälle är Pilcaya, 16,7 km nordost om Los Barriales. I omgivningarna runt Los Barriales växer huvudsakligen savannskog.